# Птич (река)
Птич (блр. Птыч, Пціч; рус. Птичь) је река у Белорусији и лева притока реке Припјат.

## Карактеристике
Птич извире на Минском побрђу у Дзјаржинском рејону Минске области недалеко од Минска. Након 486 km тока улива се у реку Припјат, десну притоку Дњепра.
Карактерише је плувијално-нивални режим храења.
Најважније притоке су Ареса и Асачанка. Највећа насеља које леже на њеним обалама су Глуск и Капаткевичи.
Просечан проток воде је 48 m³/s. Под ледом је од новембра до марта, са највишим водостајем у пролеће.